# Hennessy
Jas Hennessy & Co., ou simplesmente Hennessy, é uma empresa produtora de conhaque sediada na cidade de Cognac, França. Nos dias atuais, a companhia vende aproximadamente 50 milhões de garrafas por ano pelo mundo, o que representa 40% do comércio mundial de conhaque, tornando esta empresa a maior do mundo no seu mercado.